# Thise
Thise ist eine französische Gemeinde mit 2990 Einwohnern (Stand: 1. Januar 2022) im Département Doubs in der Region Bourgogne-Franche-Comté. Sie gehört zum Arrondissement Besançon und ist Mitglied im Gemeindeverband Grand Besançon Métropole. Die Bewohner werden Thisiens und Thisiennes genannt.

## Geographie
Thise liegt auf 275 m, etwa sieben Kilometer nordöstlich der Stadt Besançon (Luftlinie). Die größte Vorortsgemeinde von Besançon erstreckt sich im Doubstal, an leicht erhöhter Lage in einer Mulde am nördlichen Talrand, am Rand der Forêt de Chailluz und am nordwestlichen Rand des Juras.
Die Fläche des 8,93 km² großen Gemeindegebiets umfasst einen Abschnitt des Doubstals. Die südliche Grenze verläuft entlang dem Doubs, der hier mit mehreren Windungen durch eine maximal 2 Kilometer breite, flache Talniederung nach Südwesten fließt und vom Rhein-Rhône-Kanal begleitet wird. Vom Flusslauf erstreckt sich das Gemeindeareal nordwärts über die breite Talaue und die angrenzende, 50 bis 80 m hohe Geländestufe, in welche auch die Mulde von Thise eingesenkt ist, bis auf das Hochplateau. Dieses liegt durchschnittlich auf 320 m und ist von einem ausgedehnten Wald (Forêt de Chailluz und Bois de Sassy) bedeckt. Mit 422 m wird auf einem Höhenrücken des Bois de Sassy im äußersten Nordosten des Gebietes die höchste Erhebung von Thise erreicht.
Nachbargemeinden von Thise sind Braillans und Marchaux-Chaudefontaine im Norden, Amagney und Roche-lez-Beaupré im Osten, Chalèze und Chalezeule im Süden sowie Besançon im Westen.

## Geschichte
Verschiedene Funde (Mauerfundamente, Keramik und Ziegel) weisen darauf hin, dass das Gemeindegebiet von Thise bereits während der Römerzeit besiedelt war. Erstmals schriftlich erwähnt wird Thise im Jahr 1090 unter dem Namen Tysia. Im Lauf der Zeit wandelte sich die Schreibweise über Tisse, Thyze und Tize zum heutigen Thise (1652). Bereits im Jahr 1119 ist eine Kirche in Thise urkundlich belegt. Seit 1140 bildete Thise den Mittelpunkt einer Herrschaft, die bis Ende des 14. Jahrhunderts Bestand hatte und unter der Oberhoheit der Herren von Montfaucon stand. Zusammen mit der Franche-Comté gelangte das Dorf mit dem Frieden von Nimwegen 1678 definitiv an Frankreich.

## Sehenswürdigkeiten
Die heutige Kirche Saint-Hilaire-de-Poitiers wurde 1827 errichtet. Im Dorf befinden sich unter anderem ein Herrschaftssitz aus dem 18. Jahrhundert und ein Bauernhof aus dem 16. Jahrhundert.

## Bevölkerung
| Jahr                       | 1962 | 1968 | 1975 | 1982 | 1990 | 1999 | 2006 | 2018 |
| Einwohner                  | 667  | 1000 | 1615 | 2554 | 2856 | 3036 | 3225 | 3028 |
| Quellen: Cassini und INSEE |      |      |      |      |      |      |      |      |

Mit 2990 Einwohnern (Stand 1. Januar 2022) gehört Thise zu den mittelgroßen Gemeinden des Départements Doubs. Nachdem die Einwohnerzahl in der ersten Hälfte des 20. Jahrhunderts stets im Bereich zwischen 350 und 440 Personen gelegen hatte, wurde seit Beginn der 1960er Jahre ein markantes Bevölkerungswachstum verzeichnet. Seither hat sich die Einwohnerzahl mehr als verfünffacht. Das Siedlungsgebiet, das sich entlang dem sonnenexponierten nördlichen Talhang des Doubs erstreckt, ist heute mit dem von Besançon zusammengewachsen.

## Wirtschaft und Infrastruktur
Thise war bis ins 20. Jahrhundert hinein ein vorwiegend durch die Landwirtschaft (Ackerbau, Obstbau und Viehzucht) und die Forstwirtschaft geprägtes Dorf. Seit den 1950er Jahren hat sich westlich des Dorfes an der Hauptstraße am Stadtrand von Besançon eine Gewerbe- und Industriezone entwickelt, die sich mit ihren ungefähr 100 Hektar auf die Gemeindegebiete von Thise, Besançon und Chalezeule aufteilt. Auf dem Boden von Thise haben sich zahlreiche Betriebe der Branchen Mikrotechnik, Metallverarbeitung, Elektronik und Transportgewerbe niedergelassen. Daneben gibt es mehrere Handels- und Logistikfirmen sowie verschiedene Betriebe des Einzelhandels. Mittlerweile hat sich das Dorf auch zu einer Wohngemeinde gewandelt. Viele Erwerbstätige sind deshalb Wegpendler, die in der Agglomeration Besançon ihrer Arbeit nachgehen.
Die Ortschaft ist verkehrstechnisch gut erschlossen. Sie liegt nahe der Hauptstraße N83, die von Besançon nach Montbéliard führt. Der nächste Anschluss an die Autobahn A36 befindet sich in einer Entfernung von ungefähr neun Kilometern. Weitere Straßenverbindungen bestehen mit Chalèze, Chalezeule und Marchaux. Der Flugplatz Besançon-Thise wurde 1933 in der Talebene des Doubs unterhalb von Thise eingerichtet.

## Gemeindepartnerschaft
Seit 1988 unterhält Thise eine Gemeindepartnerschaft mit Partenstein im deutschen Bundesland Bayern.